# Martyn Ware
Martyn Ware (19 de mayo de 1956) es un músico inglés conocido por ser uno de los pioneros de la música electrónica desde 1977 en el grupo The Human League.

## Biografía
Martyn Ware nació en Sheffield, Inglaterra. Junto con Ian Craig Marsh formaron la banda The Dead Daughters, que cambiaría de nombre por The Future. Esta banda terminaría siendo la base para la formación de The Human League.

En 1978, Ware y Marsh deciden bucar un cantante y convocan a Philip Oakey, así queda formalmente creada The Human League.
En 1980, tras haber hecho dos álbumes y varios sencillos como Being Bolied, Ware y Marsh abandonan la banda. Juntos forman British Electric Foundation (también conocido como B.E.F.) con la que editarían álbumes y producirían artistas. Paralelamente, reclutarían a Glenn Gregory como cantante y formarían Heaven 17, la banda con la que continúa hasta la fecha. 

Como productor se destacó en el sencillo Let's Stay Together que relanzaría la carrera de Tina Turner y en el álbum I Say I Say I Say de Erasure. Allí entablaría una relación laboral con Vince Clarke, que se vería reflejada en un dueto Illustrious Company del que surgieron dos álbumes: Pretentious en 1999 y Spectrum Pursuit Vehicle en 2001 y varias canciones aisladas.